# Maxine Waters
Maxine Moore Waters (de soltera Carr; nascuda el 15 d'agost de 1938) és una política estatunidenca que exerceix com a representant dels Estats Units al 43è districte del Congrés de Califòrnia des de 1991. El districte, numerat com el districte 29 de 1991 a 1993 i com a districte 35è de 1993 a 1993. 2013, inclou gran part del sud de Los Angeles, així com parts de Gardena, Inglewood i Torrance.
Membre del Partit Demòcrata, Waters està en el seu 17è mandat a la Cambra. És la més gran de les 13 dones negres que serveixen al Congrés, i va presidir el Caucus Negre del Congrés de 1997 a 1999. És la segona membre més sènior de la delegació del Congrés de Califòrnia, després de Nancy Pelosi. Va presidir el Comitè de Serveis Financers de la Cambra del 2019 al 2023 i n'és el membre del rànquing des del 2023.
Abans de convertir-se en representant dels Estats Units, Waters va ocupar set mandats a l'Assemblea de l'Estat de Califòrnia, a la qual va ser escollida per primera vegada el 1976. Com a assemblea, va defensar la desinversió del règim d'apartheid de Sud-àfrica. Al Congrés, va ser una opositora oberta a la guerra de l'Iraq i ha criticat durament els presidents George H. W. Bush, George W. Bush, Barack Obama i Donald Trump.
Waters es va incloure a les 100 persones més influents del 2018 de la revista Time.